# サトノアラジン
サトノアラジン（欧字名:Satono Aladdin、2011年2月16日 - ）は、日本の競走馬。主な勝ち鞍は2017年の安田記念、2016年の京王杯スプリングカップ、スワンステークス。
全姉に2014年のエリザベス女王杯を制したラキシスがいる。

## 経歴

### 2歳時（2013年）
2013年8月10日、新潟競馬場の2歳新馬でデビュー。1.5倍の圧倒的人気に応え3馬身半差で圧勝する。2戦目は東京スポーツ杯2歳ステークスに出走、ここでも1倍台の人気を集めるが5着に敗れる。次走のラジオNIKKEI杯2歳ステークスは3着となる。

### 3歳時（2014年）
3歳になり共同通信杯に出走、早めの競馬で3着となる。続く自己条件のゆきやなぎ賞は1.2倍の人気に応えられず2着に敗退。その後、4か月休養し、休養明けの茶臼山高原特別を完勝、昇級戦の九州スポーツ杯でも3馬身で勝利し連勝。続く、神戸新聞杯は4着となり、菊花賞の優先出走権は獲得できなかったが、抽選により菊花賞への出走が叶い、6着となる。2か月ぶりとなった逆瀬川ステークスは6度目の単勝1倍台となるが6着に敗れる。

### 4歳時（2015年）
3か月ぶりとなった4歳初戦、武庫川ステークスは2馬身差の2着、春興ステークスを上がり最速で勝利し、昇級戦のモンゴル大統領賞を1馬身3/4差で1着、連勝を飾る。次走エプソムカップは逃げるエイシンヒカリをクビ差捉えられず2着に惜敗。5か月ぶりのレースとなった富士ステークスはダノンプラチナとともに追い込むが再びクビ差の2着となる。次走、マイルチャンピオンシップは0.2秒差の4着。初の海外遠征となった香港カップは11着に敗れる。

### 5歳時（2016年）
4か月の休養明けとなった5歳初戦、ダービー卿チャレンジトロフィーは0.2秒差の3着、続く京王杯スプリングカップでは今後主戦となる川田将雅が騎乗、レースは後方待機から直線で力強く末脚を伸ばしてサンライズメジャーに1馬身半差をつけ重賞初制覇を飾った。勝ちタイム1分19秒6はレースレコードでの勝利となった。次走の安田記念は4着に敗れる。夏は休養に充て5か月ぶりのレースとなったスワンステークスは後方から競馬を進め、直線外から上がり最速の脚で突き抜け、サトノルパンに1馬身1/4差をつけ1着、重賞2勝目を手にした。次走のマイルチャンピオンシップは1番人気での出走となったが今一つ伸びきれず5着に敗れる。その後は前年と同じく香港に遠征し香港マイルに出走、1番人気となるが7着に終わる。

### 6歳時（2017年）
5か月の休み明け、連覇を狙った京王杯スプリングカップは1番人気に推されたが9着に惨敗する。6月の安田記念は中団からやや後方でレースを進めると直線で外から一気に脚を伸ばして、逃げ粘るロゴタイプをゴール前で捕らえ勝利し、GI初制覇を果たした。秋に入り、10月8日の毎日王冠は後方から追い込んできたがリアルスティールのクビ差2着となる。続く天皇賞・秋は不良馬場に泣き18着、3年連続出走となったマイルチャンピオンシップでも12着に終わる。引退レースとなった12月の香港マイルは後方追走から捲り気味に進出するも直線で失速し11着と惨敗した。翌2018年1月5日付で競走馬登録を抹消、引退後は社台スタリオンステーションで種牡馬入りする。

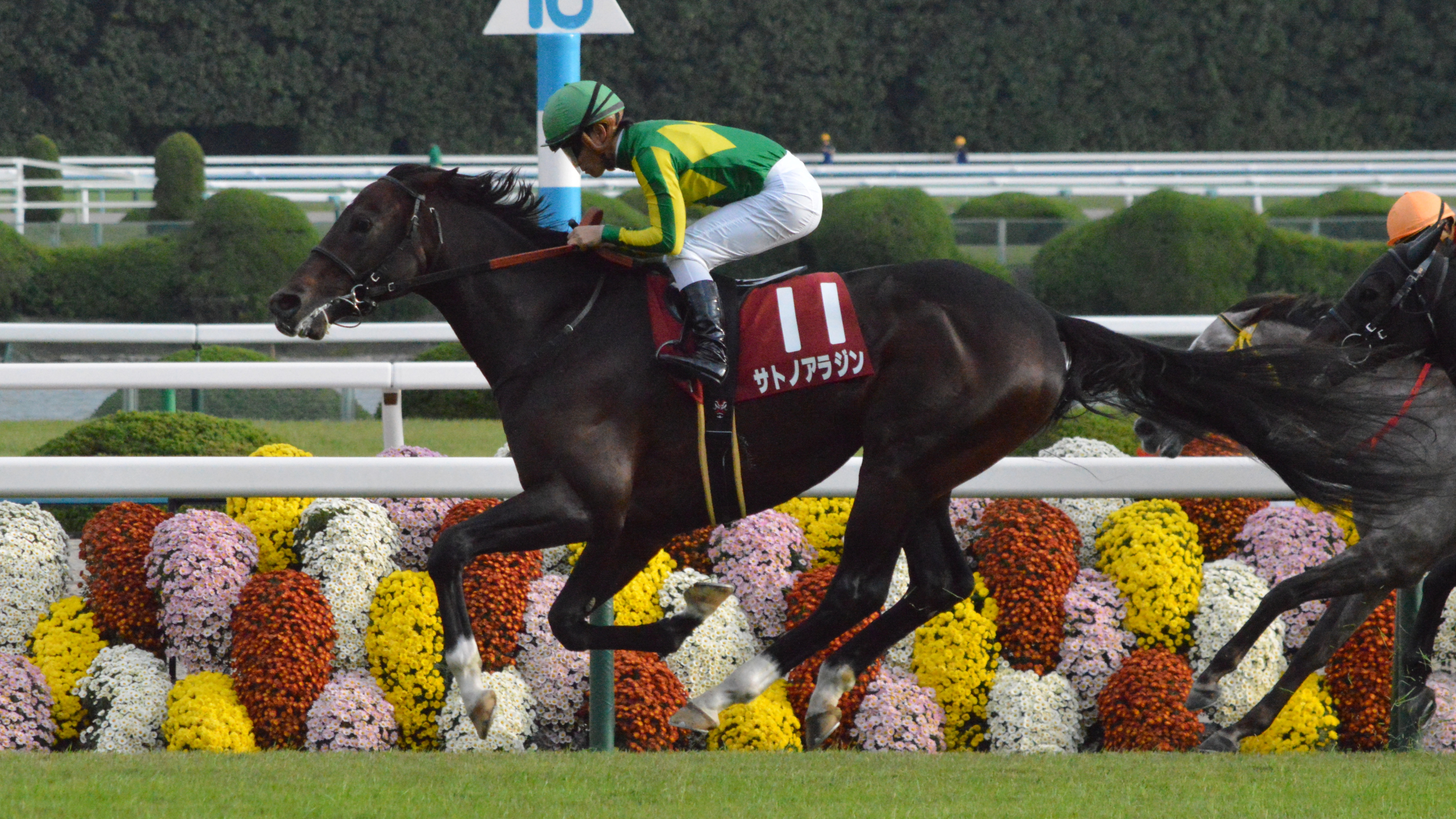
2016年スワンS
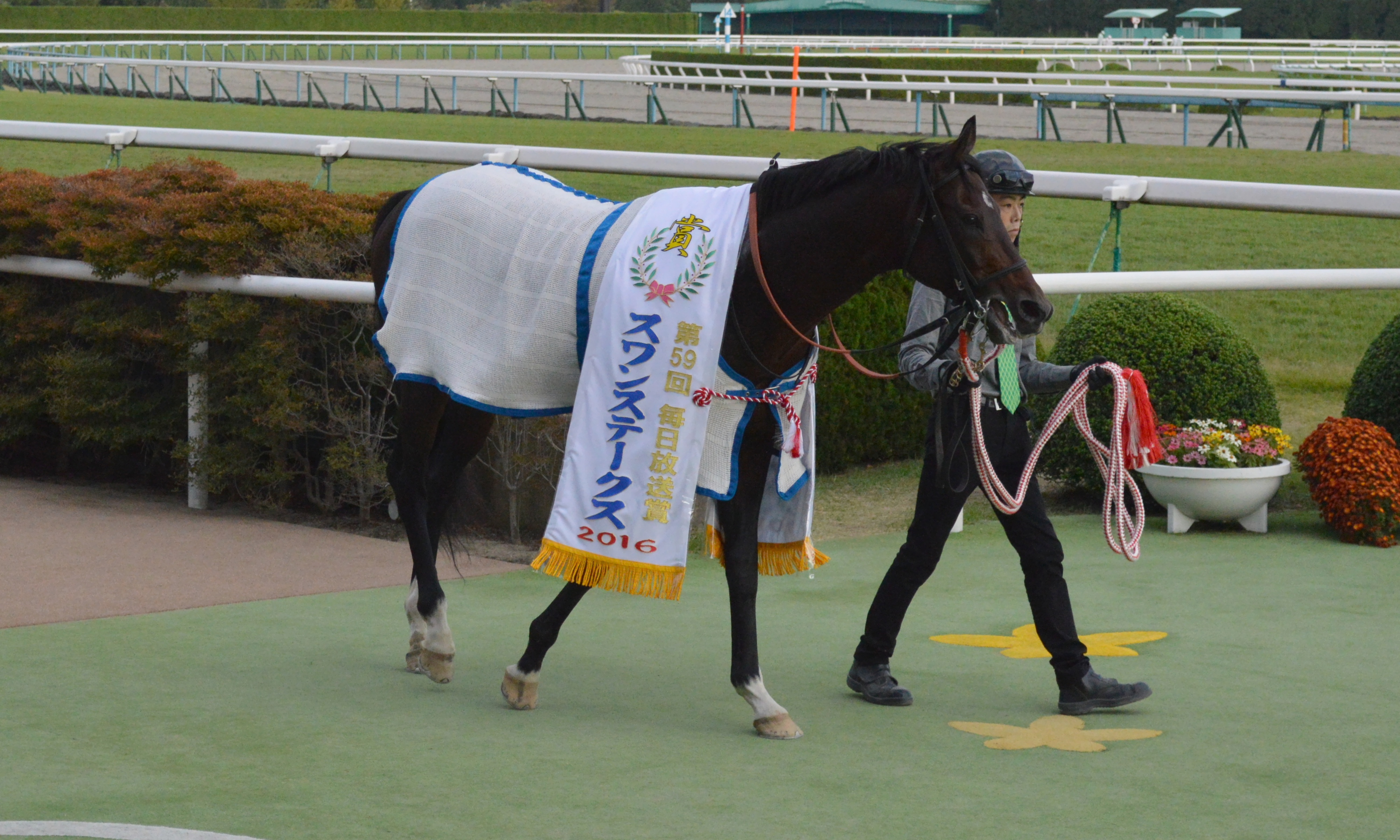
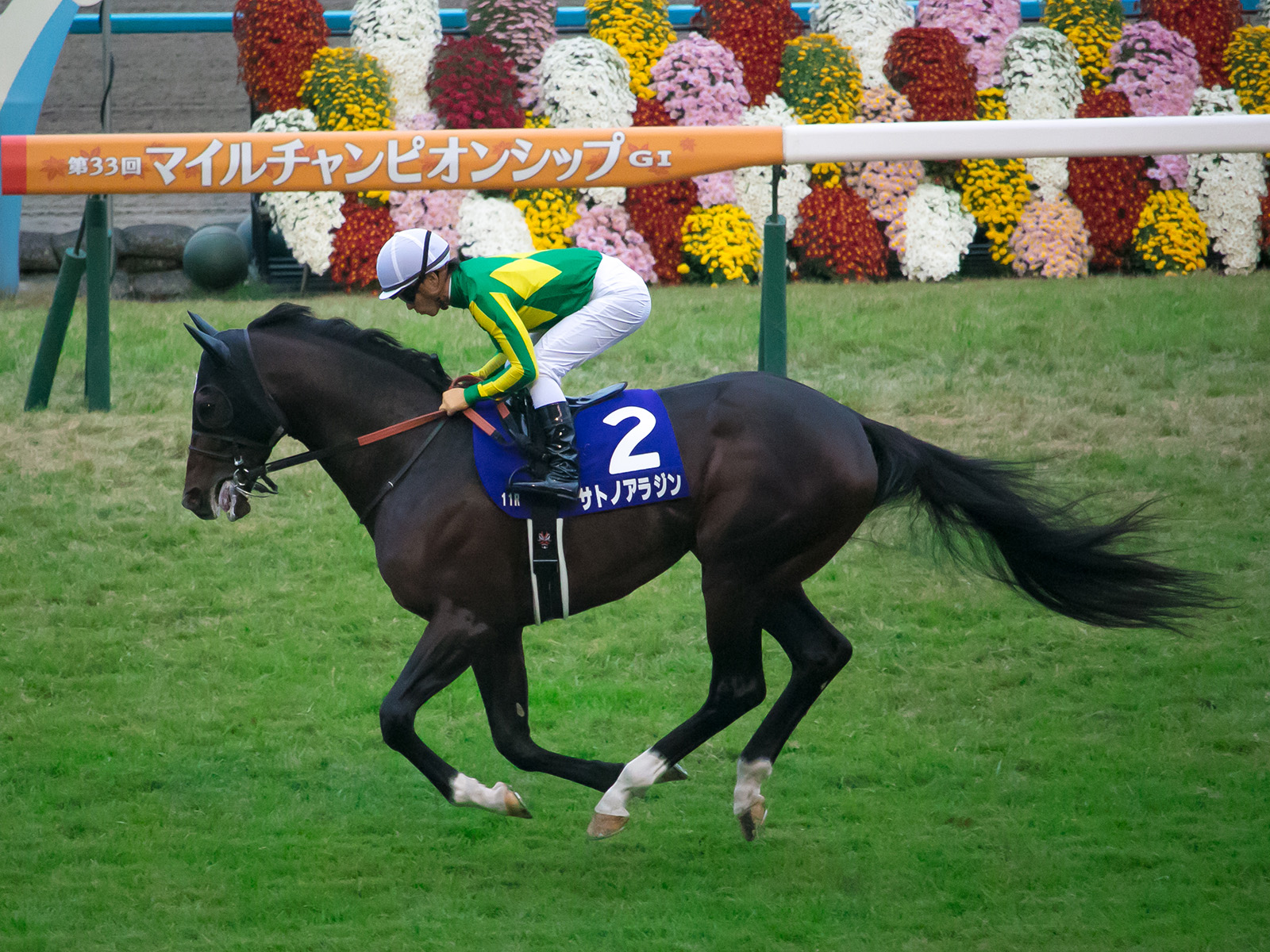
マイルCS
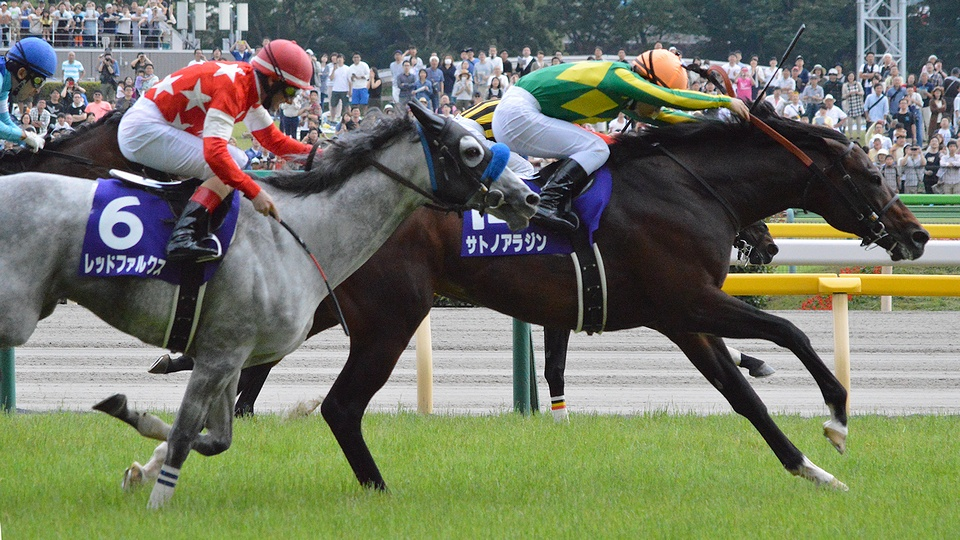
2017年安田記念

### 種牡馬時代
2018年から北海道安平町の社台スタリオンステーションでスタッドインした。同年のシーズンオフからは、ニュージーランドのリッチヒルスタッドでもシャトル種牡馬として繋養される。
2023年からは北海道日高町のブリーダーズ・スタリオン・ステーションに繋養される。
ニュージーランドの2022/23年シーズン（2022年8月～2023年7月）における2歳リーディングサイアーに輝いた。また、オーストラリアンオークスやニュージーランドオークスを制したペニーウェカらの活躍もあり、2022年の種付け料1万2500NZドル（およそ100万円）から4万5000NZドル（およそ400万円）へと大幅にアップした。
2025年からは通年でリッチヒルスタッドに繋養される。

## 競走成績
以下の内容はnetkeiba.comの情報に基づく。
| 競走日     | 競馬場 | 競走名             | 格       | 距離（馬場）  | 頭 数 | 枠 番 | 馬 番 | オッズ （人気） | 着順 | タイム （上り3F） | 着差  | 騎手           | 斤量 [kg] | 1着馬（2着馬）         |
| ---------- | ------ | ------------------ | -------- | ------------- | ----- | ----- | ----- | --------------- | ---- | ----------------- | ----- | -------------- | --------- | ---------------------- |
| 2013.08.10 | 新潟   | 2歳新馬            |          | 芝1600m（良） | 17    | 8     | 15    | 001.50（1人）   | 01着 | 01:35.2（34.2）   | -0.6  | 戸崎圭太       | 54        | （ツクバアスナロ）     |
| 0000.11.16 | 東京   | 東スポ杯2歳S       | GIII     | 芝1800m（良） | 15    | 5     | 9     | 001.80（1人）   | 05着 | 01:46.3（33.6）   | -0.4  | 戸崎圭太       | 55        | イスラボニータ         |
| 0000.12.21 | 阪神   | ラジオNIKKEI杯2歳S | GIII     | 芝2000m（稍） | 16    | 2     | 3     | 003.20（1人）   | 03着 | 02:04.6（34.9）   | -0.3  | 戸崎圭太       | 55        | ワンアンドオンリー     |
| 2014.02.24 | 東京   | 共同通信杯         | GIII     | 芝1800m（良） | 14    | 4     | 5     | 003.30（2人）   | 03着 | 01:48.6（33.8）   | -0.5  | 岩田康誠       | 56        | イスラボニータ         |
| 0000.03.15 | 阪神   | ゆきやなぎ賞       | 500万下  | 芝2400m（良） | 12    | 3     | 3     | 001.20（1人）   | 02着 | 02:29.1（35.2）   | -0.2  | 岩田康誠       | 56        | シャンパーニュ         |
| 0000.07.12 | 中京   | 茶臼山高原特別     | 500万下  | 芝2000m（良） | 10    | 7     | 7     | 001.70（1人）   | 01着 | 02:02.9（34.3）   | -0.4  | Z.パートン     | 54        | （エイシンアロンジー） |
| 0000.08.09 | 小倉   | 九州スポーツ杯     | 1000万下 | 芝2000m（稍） | 9     | 8     | 9     | 001.60（1人）   | 01着 | 01:58.9（34.9）   | -0.5  | 浜中俊         | 54        | （バッドボーイ）       |
| 0000.09.28 | 阪神   | 神戸新聞杯         | GII      | 芝2400m（良） | 16    | 4     | 8     | 003.40（2人）   | 04着 | 02:25.0（35.7）   | -0.6  | 浜中俊         | 56        | ワンアンドオンリー     |
| 0000.10.26 | 京都   | 菊花賞             | GI       | 芝3000m（良） | 18    | 8     | 16    | 026.20（9人）   | 06着 | 03:01.9（34.9）   | -0.9  | 浜中俊         | 57        | トーホウジャッカル     |
| 0000.12.06 | 阪神   | 逆瀬川S            | 1600万下 | 芝1800m（良） | 12    | 6     | 7     | 001.50（1人）   | 06着 | 01:47.7（34.8）   | -0.2  | 浜中俊         | 56        | アクションスター       |
| 2015.03.07 | 阪神   | 武庫川S            | 1600万下 | 芝1600m（稍） | 16    | 1     | 2     | 004.10（2人）   | 02着 | 01:36.6（34.7）   | -0.3  | 池添謙一       | 57        | テイエムタイホー       |
| 0000.04.19 | 中山   | 春興S              | 1600万下 | 芝1600m（良） | 11    | 7     | 9     | 002.00（1人）   | 01着 | 01:34.2（32.7）   | -0.0  | C.ルメール     | 57        | （ダローネガ）         |
| 0000.05.23 | 東京   | モンゴル大統領賞   | OP       | 芝1800m（良） | 17    | 8     | 18    | 002.60（1人）   | 01着 | 01:44.7（33.5）   | -0.3  | C.ルメール     | 55        | （フェスティヴタロー） |
| 0000.06.14 | 東京   | エプソムC          | GIII     | 芝1800m（良） | 13    | 2     | 2     | 002.10（1人）   | 02着 | 01:45.4（34.3）   | -0.0  | C.ルメール     | 56        | エイシンヒカリ         |
| 0000.10.24 | 東京   | 富士S              | GIII     | 芝1600m（良） | 16    | 6     | 11    | 002.40（1人）   | 02着 | 01:32.7（33.0）   | -0.0  | C.ルメール     | 56        | ダノンプラチナ         |
| 0000.11.22 | 京都   | マイルCS           | GI       | 芝1600m（良） | 18    | 4     | 8     | 005.60（3人）   | 04着 | 01:33.0（33.2）   | -0.2  | C.ルメール     | 57        | モーリス               |
| 0000.12.13 | 沙田   | 香港C              | G1       | 芝2000m（良） | 13    |       | 9     | 090.0（11人）   | 11着 | 02.02.01          | -1.41 | J.マクドナルド | 57        | A Shin Hikari          |
| 2016.04.03 | 中山   | ダービー卿CT       | GIII     | 芝1600m（良） | 16    | 3     | 6     | 003.40（2人）   | 03着 | 01:33.0（33.9）   | -0.2  | C.ルメール     | 57        | マジックタイム         |
| 0000.05.14 | 東京   | 京王杯SC           | GII      | 芝1400m（良） | 16    | 5     | 10    | 004.50（3人）   | 01着 | 01:19.6（32.4）   | -0.2  | 川田将雅       | 56        | （サンライズメジャー） |
| 0000.06.05 | 東京   | 安田記念           | GI       | 芝1600m（良） | 12    | 6     | 7     | 005.50（3人）   | 04着 | 01:33.2（33.6）   | -0.2  | 川田将雅       | 58        | ロゴタイプ             |
| 0000.10.29 | 京都   | スワンS            | GII      | 芝1400m（良） | 18    | 6     | 11    | 004.00（2人）   | 01着 | 01:20.7（33.6）   | -0.2  | 川田将雅       | 57        | （サトノルパン）       |
| 0000.11.20 | 京都   | マイルCS           | GI       | 芝1600m（良） | 18    | 1     | 2     | 003.80（1人）   | 05着 | 01:33.4（35.0）   | -0.3  | 川田将雅       | 57        | ミッキーアイル         |
| 0000.12.11 | 沙田   | 香港マイル         | G1       | 芝1600m（良） | 14    | 8     | 12    | 012.00（5人）   | 07着 | 01.33.82          | -0.34 | 川田将雅       | 57        | Beauty Only            |
| 2017.05.13 | 東京   | 京王杯SC           | GII      | 芝1400m（重） | 13    | 4     | 4     | 003.50（1人）   | 09着 | 01:23.6（33.8）   | -0.4  | 川田将雅       | 57        | レッドファルクス       |
| 0000.06.04 | 東京   | 安田記念           | GI       | 芝1600m（良） | 18    | 7     | 14    | 012.40（7人）   | 01着 | 01:31.5（33.5）   | -0.0  | 川田将雅       | 58        | （ロゴタイプ）         |
| 0000.10.08 | 東京   | 毎日王冠           | GII      | 芝1800m（良） | 12    | 8     | 12    | 008.70（5人）   | 02着 | 01:45.6（32.6）   | -0.0  | 川田将雅       | 58        | リアルスティール       |
| 0000.10.29 | 東京   | 天皇賞（秋）       | GI       | 芝2000m（不） | 18    | 7     | 14    | 014.10（5人）   | 18着 | 02:16.9（45.8）   | -8.6  | 川田将雅       | 58        | キタサンブラック       |
| 0000.11.19 | 京都   | マイルCS           | GI       | 芝1600m（稍） | 18    | 3     | 5     | 009.10（5人）   | 12着 | 01:34.7（34.8）   | -0.9  | 川田将雅       | 57        | ペルシアンナイト       |
| 0000.12.10 | 沙田   | 香港マイル         | G1       | 芝1600m（良） | 14    | 4     | 4     | 014.00（5人）   | 11着 | 01.34.85          | -1.13 | H.ボウマン     | 57        | Beauty Generation      |

## 種牡馬成績
初年度となる2018年は種付け料100万円で118頭の繁殖牝馬と交配された。
2021年6月10日、門別競馬第2競走でオミワタリが勝利して産駒の初勝利を挙げた。同年7月25日、新潟競馬第5競走でレディバランタインが1着となり、産駒のJRA初勝利を挙げた。

### 主な産駒

#### グレード制重賞優勝馬
- 2019年産
  - ペニーウェカ / Pennyweka（2023年ニュージーランドオークス、オーストラリアンオークス）
  - グランドインパクト / Grand Impact（2022年ブルーサファイアステークス）[20]
  - セイクリッドサトノ / Sacred Satono（2022年ボーンクラッシャーステークス、2023年カウンティーズボウル）
- 2020年産
  - トウキョウタイクーン / Tokyo Tycoon（2023年マタマタスリッパー）
  - ランターンウェイ / Lantern Way（2023年ホークスベイギニーズ）
  - スティルバンゴン / Still Bangon（2023年ユーロジーステークス）
  - ルポソリタリオ / Lupo Solitario（2023年ボーンクラッシャーステークス）
  - ラフアタック / Raf Attack（2023年ATCグローミングステークス）
  - ファイアストーム / FireStorm（2025年ミリーフォックスステークス）
- 2022年産
  - トゥースウィート / Too Sweet（2025年エクリプスステークス）

## 血統表
| サトノアラジンの血統                             | サトノアラジンの血統                                     | サトノアラジンの血統               | （血統表の出典）                   | （血統表の出典） |
| 父系                                             | サンデーサイレンス系（ヘイロー系）                       | サンデーサイレンス系（ヘイロー系） | サンデーサイレンス系（ヘイロー系） | [ § 2 ]          |
| 父 ディープインパクト JPN 2002 鹿毛              | 父の父*サンデーサイレンス Sunday Silence USA 1986 青鹿毛 | Halo                               | Hail to Reason                     | Hail to Reason   |
| 父 ディープインパクト JPN 2002 鹿毛              | 父の父*サンデーサイレンス Sunday Silence USA 1986 青鹿毛 | Halo                               | Cosmah                             |                  |
| 父 ディープインパクト JPN 2002 鹿毛              | 父の父*サンデーサイレンス Sunday Silence USA 1986 青鹿毛 | Wishing Well                       | Understanding                      | Understanding    |
| 父 ディープインパクト JPN 2002 鹿毛              | 父の父*サンデーサイレンス Sunday Silence USA 1986 青鹿毛 | Wishing Well                       | Mountain Flower                    |                  |
| 父 ディープインパクト JPN 2002 鹿毛              | 父の母*ウインドインハーヘア IRE 1991 鹿毛                | Alzao                              | Lyphard                            | Lyphard          |
| 父 ディープインパクト JPN 2002 鹿毛              | 父の母*ウインドインハーヘア IRE 1991 鹿毛                | Alzao                              | Lady Rebecca                       |                  |
| 父 ディープインパクト JPN 2002 鹿毛              | 父の母*ウインドインハーヘア IRE 1991 鹿毛                | Burghclere                         | Busted                             | Busted           |
| 父 ディープインパクト JPN 2002 鹿毛              | 父の母*ウインドインハーヘア IRE 1991 鹿毛                | Burghclere                         | Highclere                          |                  |
| 母 *マジックストーム Magic Storm USA 1999 黒鹿毛 | 母の父Storm Cat USA 1983 黒鹿毛                          | Storm Bird                         | Northern Dancer                    | Northern Dancer  |
| 母 *マジックストーム Magic Storm USA 1999 黒鹿毛 | 母の父Storm Cat USA 1983 黒鹿毛                          | Storm Bird                         | South Ocean                        |                  |
| 母 *マジックストーム Magic Storm USA 1999 黒鹿毛 | 母の父Storm Cat USA 1983 黒鹿毛                          | Terlingua                          | Secretariat                        | Secretariat      |
| 母 *マジックストーム Magic Storm USA 1999 黒鹿毛 | 母の父Storm Cat USA 1983 黒鹿毛                          | Terlingua                          | Crimson Saint                      |                  |
| 母 *マジックストーム Magic Storm USA 1999 黒鹿毛 | 母の母Foppy Dancer 1990 鹿毛                             | Fappiano                           | Mr. Prospector                     | Mr. Prospector   |
| 母 *マジックストーム Magic Storm USA 1999 黒鹿毛 | 母の母Foppy Dancer 1990 鹿毛                             | Fappiano                           | Killaloe                           |                  |
| 母 *マジックストーム Magic Storm USA 1999 黒鹿毛 | 母の母Foppy Dancer 1990 鹿毛                             | Water Dance                        | Nijinsky                           | Nijinsky         |
| 母 *マジックストーム Magic Storm USA 1999 黒鹿毛 | 母の母Foppy Dancer 1990 鹿毛                             | Water Dance                        | Luiana                             |                  |
| 母系(F-No.)                                      | マジックストーム(USA)系(FN:16-h)                         | マジックストーム(USA)系(FN:16-h)   | マジックストーム(USA)系(FN:16-h)   | [ § 3 ]          |
| 5代内の近親交配                                  | Northern Dancer 5×4*5                                    | Northern Dancer 5×4*5              | Northern Dancer 5×4*5              |                  |
| 出典                                             | 1. 2. 3.                                                 | 1. 2. 3.                           | 1. 2. 3.                           | 1. 2. 3.         |